# Гордеев, Виктор Владимирович
Виктор Владимирович Гордеев (род. 22 сентября 1954) — советский и российский актёр театра и кино. Заслуженный артист Российской Федерации (2023).

## Биография
Виктор Гордеев родился 22 сентября 1954 года. Родители — актёры Владимир Гордеев (1923—2006) и Людмила Шапошникова. В 1975 году окончил школу-студию МХАТ. C 1975 по 1979 годах играл в Московском новом драматическом театре. С 1979 года работает в театре им. Моссовета.
Дебют в кинематографе состоялся в 1977 году, когда Виктор Гордеев сыграл одну из главных ролей в фильме «Поединок в тайге».
Жена — Ирина Олеговна Гордеева, урождённая Чижова (род. 1954), внучка профессора К. К. Алкалаева, правнучка Д. М. Маркелова.

## Театральные работы
- Братья Карамазовы — Отец Иосиф, Старец Зосима
- Венецианский купец — Грациано
- Вишнёвый сад — Яша
- Волки и овцы — Павлин
- Глазами клоуна — Клоун
- День приезда — день отъезда — Самохин
- Егор Булычов и другие — Яков Лаптев
- Если буду жив… — Офицер, Мастеровой, Маляр
- Журавль — Йохйо
- Завтрак с неизвестными — Первый сосед
- Калигула — Геликон
- Король Лир — Освальд
- Кошка, которая гуляла сама по себе — Тигр
- Мадам Бовари — Жирар
- Месса по деве — Пьер дю Ли
- Не будите мадам — Альберто
- Не было ни гроша, да вдруг алтын — Лютов Тигрий Львович
- ОБЭЖ — Господин Стекич, Спира
- Операция «С Новым годом!» — Второй партизан
- Петербургские сновидения — Микитка, Разумихин
- Печка на колесе — Заграй
- Пчёлка — Тад, Рюг
- Рюи Блаз — Граф де Кампореаль
- Сашка — Володя
- Торможение в небесах — Никитенко
- Утешитель вдов — Кувьелло
- Учитель танцев — Тебано
- Царская охота — Шевалье, Де Рибас, Белоглазов, Граф Григорий Орлов
- Цитата — Данаев
- Человек как человек — Урия Шелли
- Чёрный гардемарин — Алёша
- Школа неплательщиков — Пьер Сареньи

## Фильмография
- 1977 — Поединок в тайге — Назар Жигулин (Зорик)
- 1979 — Пираты XX века — Юра Микоша
- 1980 — Простая девушка — Коля
- 1981 — Смерть Пазухина — Понжперховский
- 1982 — Частная жизнь — Серёжа
- 1983 — Подросток — Ефим Зверев
- 1983 — Сашка — Володя
- 1984 — Пчёлка — Гном Тад
- 1985 — Печка на колесе — Иван Иванович Заграй, прапорщик
- 1988 — Цитата — Никаноров
- 1990 — Война на западном направлении
- 1991 — Бухта смерти — эпизод
- 1991 — Счастливого рождества в Париже! или Банда лесбиянок — водитель «Жигулей»
- 1999 — Заповедник — Михал Иваныч
- 2006 — Сирано де Бержерак (телеспектакль, 2006) — Линьер
- 2008—2012 — Обручальное кольцо — следователь по убийству Коломийцева
- 2011 — Дело гастронома № 1 — эпизод